# Bosc-Bénard-Commin
Bosc-Bénard-Commin är en kommun i departementet Eure i regionen Normandie i norra Frankrike. Kommunen ligger i kantonen Bourgtheroulde-Infreville som tillhör arrondissementet Bernay. År 2017 hade Bosc-Bénard-Commin 319 invånare.

## Befolkningsutveckling
Antalet invånare i kommunen Bosc-Bénard-Commin
Referens:INSEE